# Гіполітув (Жирардовський повіт)
Гіполітув (пол. Hipolitów) — село в Польщі, у гміні Віскітки Жирардовського повіту Мазовецького воєводства.
Населення — 98 осіб (2011).
У 1975-1998 роках село належало до Скерневицького воєводства.

## Демографія
Демографічна структура станом на 31 березня 2011 року:
|          | Загалом | Допрацездатний вік | Працездатний вік | Постпрацездатний вік |
| -------- | ------- | ------------------ | ---------------- | -------------------- |
| Чоловіки | 45      | 5                  | 35               | 5                    |
| Жінки    | 53      | 11                 | 30               | 12                   |
| Разом    | 98      | 16                 | 65               | 17                   |